# Orobanche inulae
Orobanche inulae är en snyltrotsväxtart som beskrevs av Ivan Vassiljevich Novopokrovsky och Abramov. Orobanche inulae ingår i släktet snyltrötter, och familjen snyltrotsväxter. Inga underarter finns listade i Catalogue of Life.